# Benjamin B. Hotchkiss

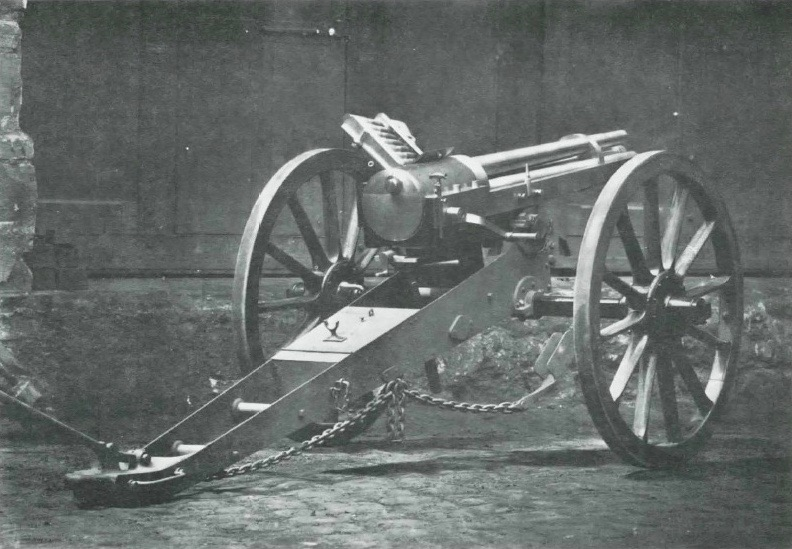
Cañón Revólver Hotchkiss, 1874

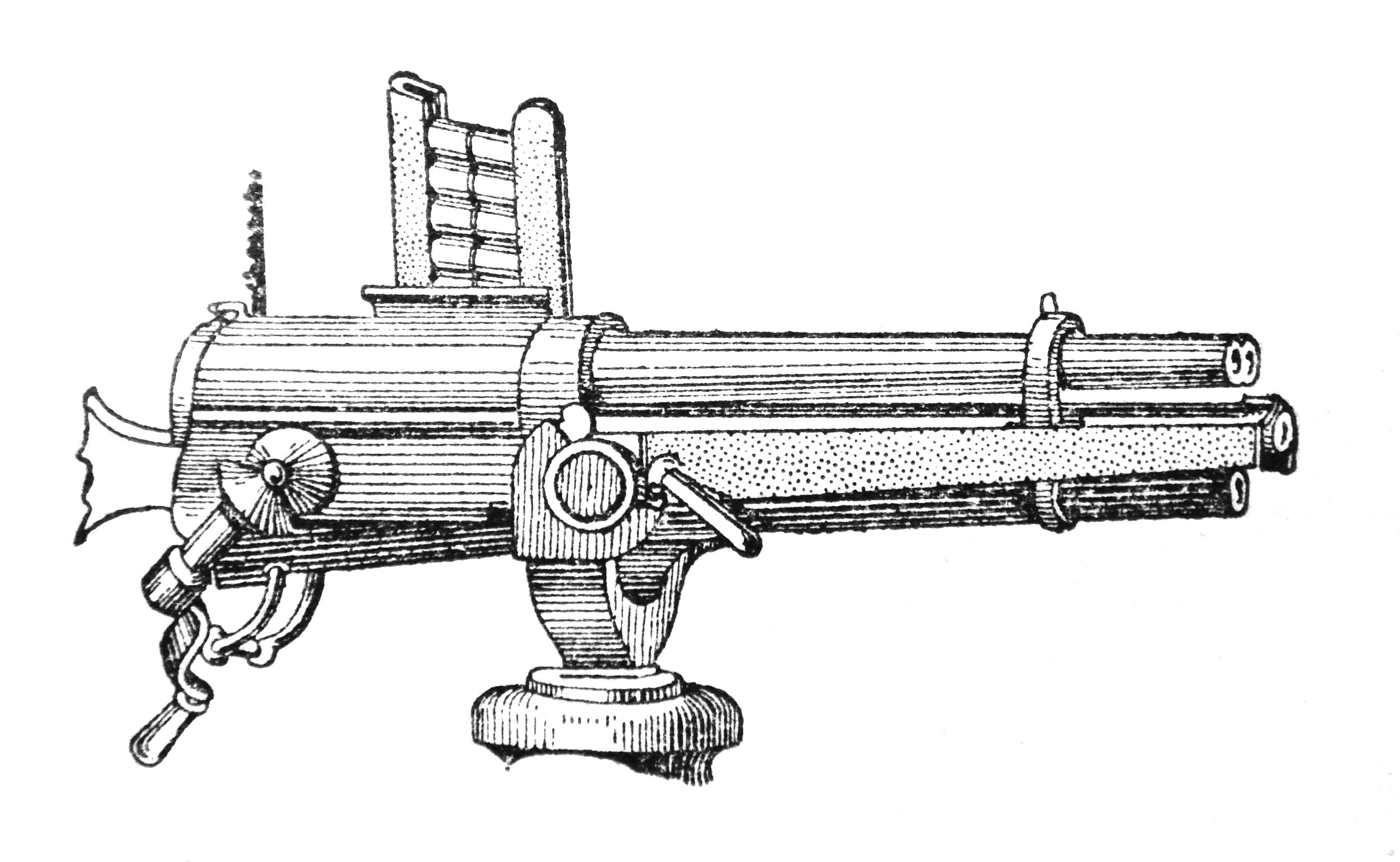
El cañón rotativo Hotchkiss de 37 mm, fabricado a partir de 1879.

Benjamin Berkeley Hotchkiss (1 de octubre de 1826 - 14 de febrero de 1885) fue uno de los ingenieros fabricantes de piezas de artillería más importantes de su época. Nacido y formado en los Estados Unidos, emigró siendo joven a Francia, donde fundó la empresa Hotchkiss et Cie, que posteriormente simultanearía la fabricación de armas con la producción de automóviles.

## Carrera en Estados Unidos
Hotchkiss nació en Watertown (Connecticut) y se mudó a Sharon (Connecticut) en la infancia; construyó sus primeros dispositivos mecánicos en la fábrica de utillaje de su padre. A partir de la década de 1850, se empleó en fábricas de armas de Hartford, trabajando en las manufacturas de Colt y de Winchester.
Hotchkiss patentó una serie de proyectiles para cañones con ánima estriada, que se usó ampliamente en la Guerra de Secesión.

## Carrera en Francia
Después de la Guerra de Secesión, el gobierno de los Estados Unidos mostró poco interés en financiar nuevas armas. En 1867, Hotchkiss emigró a Francia, donde estableció una fábrica de municiones (primero en Viviez, cerca de Rodez, y luego en Saint-Denis, cerca de París), llamada Hotchkiss et Cie. Alrededor de esta época, desarrolló un cañón rotativo (en francés: "cañón-revolver") conocido como cañón Hotchkiss, que se fabricó en cuatro calibres, desde 37 mm hasta 57 mm, el más grande destinado para su uso naval. Después de su muerte, la compañía Hotchkiss también desarrolló en 1897 y luego fabricó en grandes cantidades una ametralladora de infantería de disparo automático (accionada por el gas desprendido por la pólvora de las balas) y enfriada por aire, que fue ampliamente utilizada por varios países, particularmente Francia y los Estados Unidos durante la Primera Guerra Mundial.

## Vida personal
El 27 de mayo de 1850 se casó con Maria Bissell Hotchkiss, que después de la muerte de su marido fundó The Hotchkiss School en Lakeville (Connecticut) y la Biblioteca Hotchkiss en Sharon.
Hotchkiss incurrió en bigamia cuando se casó con la señorita Cunningham en una ceremonia civil celebrada en París en 1867; tuvieron una hija, que murió a la edad de nueve años.